# Zisternenpflanzen
Zisternenpflanzen bezeichnet eine Gruppe von epiphytischen Rosettenpflanzen, deren Blätter an der Blattbasis miteinander verwachsen sind. Auf diese Weise bilden diese Pflanzen Zisternen oder Wasserhaltebecken, in denen sich Regenwasser und Staub sammelt. Schuppenhaare an den Blattbasen nehmen Wasser und Mineralsalze auf. Kurze, drahtige Wurzel tragen nur noch Verankerungsfunktion. Zu den Zisternenpflanzen gehören viele epiphytische Vertreter der Bromelien (Zisternenbromelien oder Trichterbromelien).
Die Wilde Karde wird wegen einer ähnlichen Bauform ihrer Rosettenblätterbasen ebenfalls Zisternenpflanze genannt, obwohl sie kein Epiphyt ist.